# LSWR T6 class
LSWR T6 class — тип пассажирского паровоза с осевой формулой 2-2-0, разработанного для вождения экспрессных поездов на Лондонской и Юго-Западной железной дороге её главным инженером тяги Уильямом Адамсом.
В 1895—96 годах на заводе дороги у Девяти Вязов построено 10 паровозов, которые получили номера 677—686. Тип был дальнейшим развитием LSWR X2 class с учётом опыта его эксплуатации. Котёл был создан на основе котла LSWR T3 class в тех же габаритных размерах.
При укрупнении британских железнодорожных компаний в 1923 году все паровозы перешли к Southern Railway, а списание их началось в 1933 году. К концу 1937-го осталось только два паровоза этого типа. № 684 списан в 1940 году, а № 681 — в апреле 1943-го. Ни один паровоз не сохранился.
| Год  | На начало года | Списано | Номера             |
| ---- | -------------- | ------- | ------------------ |
| 1933 | 10             | 2       | 677, 683           |
| 1936 | 8              | 4       | 678, 682, 685, 686 |
| 1937 | 4              | 2       | 679, 680           |
| 1940 | 2              | 1       | 684                |
| 1943 | 1              | 1       | 681                |